# 礫棲兔脂鯉
礫棲兔脂鯉（學名：Leporinus geminis），為輻鰭魚綱脂鯉目脂鯉亞目上口脂鯉科的其中一個種，分布於南美洲巴西托坎廷斯河流域，體長可達18公分，棲息在植被生長茂密的水域，生活習性不明。